# Давлетбеков, Хаким Давлетбекович
Хаким Давлетбекович Давлетбеков (22 марта 1910, ныне Коргалжынский район, Акмолинская область, Казахстан — 11 января 1983, Алма-Ата, Казахская ССР) —  первый советский казах-киноактёр, кинорежиссёр, один из основателей национального казахстанского кино,  заслуженный деятель искусств Казахской ССР (1959)

## Биография
Был единственным сыном в семье степного аристократа, волостного Даулетбека и поэтессы Сауке. Он рано остался сиротой, но благодаря родственникам получил образование в медресе родного аула, а потом в Кызылорде. Работал учителем в казахской школе-семилетке в Кызылординской области, затем был мобилизован ответственным уполномоченным по организации колхоза «Кызыл Дихан».
В 1929—1930 годах Давлетбекова заметил кинодраматург Каростин М. С. и пригласил на главную роль в первый художественный фильм, снимавшийся на казахской земле, «Джут», отметив его общительность и фотогеничность, а также прекрасный русский язык.
В 1931-1934 годах учился во ВГИКе, после окончания которого стал первым штатным актёром-казахом в «Мосфильме». Он снялся в фильме «Вражьи тропы» в роли батрака Аблая. В 1935 году его пригласил Всеволод Пудовкин на роль радиста в фильме «Победа».  В 1940 году он успешно окончил Литературный институт им. Горького в Москве. Параллельно с учёбой в 1930-1941 годах был актёром на студиях «Мосфильм», «Ленфильм».
В 1941 году был приглашён ассистировать Александру Столперу в съёмках фильма «Парень из нашего города», благодаря чему стал первым казахским кинорежиссёром.
Сразу по окончании съёмок добровольно отправился на фронт. в 1942-1946 годах служил политруком, инструктором политотдела 28-й гвардейской стрелковой дивизии, корреспондентом дивизионной газеты «Защитник Родины», был трижды ранен. В 1942 году вступил в ВКП(б). В 1943 году за боевые заслуги получил личную благодарность Сталина. Награждён орденом Красной Звезды, Вернулся в родную киностудию в 1946 году.
Снял около 100 сюжетов для киножурнала «Советский Казахстан», среди которых есть ленты, посвящённые академику Канышу Сатпаеву и 12 полнометражных документальных фильмов, посвященных многонациональному казахстанскому народу.
Был награждён медалью «За трудовое отличие» (03.01.1959) и пятью медалями.

## Фильмография
- 1929 — Джут — батрак Малай
- 1932 — Тайна Кара-Тау — Хаким
- 1935 — Вражьи тропы — Аблай
- 1938 — Победа — радист
- 1956 — Крылатый подарок